# بلدية كوثنبورغ
بلدية كوثنبورغ (بالسويدية: Göteborgs kommun)‏ هي بلدية في السويد، تقع في محافظة فسترا يوتالاند، بلغ عدد سكانها 984,761 نسمة وذلك حسب إحصائيات سنة 2016، عاصمتها غوتنبرغ، تبلغ مساحتها 462 كيلومتر مربع، رمزها البريدي هو 400 10–418 79.

## الموقع
تشترك في الحدود مع:
- Ale Municipality [الإنجليزية]‏
- Lerum Municipality [الإنجليزية]‏
- Partille Municipality [الإنجليزية]‏
- Mölndal Municipality [الإنجليزية]‏
- Kungsbacka Municipality [الإنجليزية]‏
- Härryda Municipality [الإنجليزية]‏
- Kungälv Municipality [الإنجليزية]‏
- Öckerö Municipality [الإنجليزية]‏.

## مدن توأم
المدن التوأم:
- برغن (منذ 1946)[18]
- توركو (منذ 1946)[18]
- آرهوس (منذ 1946)[18]
- كراكوف
- شيكاغو (منذ 1987)[19][20]
- ليون (منذ 10 أكتوبر 2015)[21]
- Nelson Mandela Bay Metropolitan Municipality [الإنجليزية]‏ (منذ 1999)[22]
- شانغهاي (منذ 1986)[23]
- روستوك (منذ 1965).

## أعلام
- إيفار نيلسون